# Pr. km²
Pr. km² udtrykker, at noget sættes i forhold til en kvadratkilometer (km²), som er et kvadrat med siden 1 km eller en cirkel med radius ca. 564,19 meter.
1 km² = 100 ha = 1 mio. m²
Eksempelvis vil en nedbørsmængde på 4 mm give 0,004 m × 1.000.000 m²/km² = 4.000 m³ pr. km².
Udtrykket gør det muligt at foretage sammenligninger af statistiske data – eksempelvis befolkningstæthed – mellem ellers svært sammenlignelige lande.